# Radomin (gmina)
Pour les articles homonymes, voir Radomin.
Radomin est une gmina rurale du powiat de Golub-Dobrzyń, Couïavie-Poméranie, dans le centre-nord de la Pologne. Son siège est le village de Radomin, qui se situe environ 10 km à l'est de Golub-Dobrzyń et 40 km à l'est de Toruń.
La gmina couvre une superficie de 80,77 km2 pour une population de 4 104 habitants.

## Géographie
La gmina est bordée par les gminy de Brzuze, Kikół, Lipno, Rogowo, Rypin County, Skępe et Zbójno.